# پارک جی اون
پارک جی اون (کره‌ای: 박지은؛ زادهٔ ۱۹۷۶) فیلم‌نامه‌نویس اهل کره جنوبی است. او به خاطر نویسندگی درام‌های کره‌ای همسر من بی‌نظیره (۲۰۰۹)، خانواده جدید (۲۰۱۲)، تو از ستاره‌ها اومدی (۲۰۱۳–۲۰۱۴)، تهیه‌کنندگان (۲۰۱۵)، افسانه دریای آبی (۲۰۱۶)، سقوط بر روی تو (۲۰۱۹–۲۰۲۰) و ملکهٔ اشک (۲۰۲۴) شناخته می‌شود.

## فیلم‌شناسی

### مجموعه تلویزیون
| سال       | عنوان                    | شبکه    | قسمت‌ها | آمار بینندگان | آمار بینندگان | آمار بینندگان |
| سال       | عنوان                    | شبکه    | قسمت‌ها | بیشترین       | کمترین        | میانگین       |
| --------- | ------------------------ | ------- | ------ | ------------- | ------------- | ------------- |
| ۲۰۰۷      | کارل رو بگیر! اوه سوجونگ | اس‌بی‌اس  | ۱۶     | ۱۵٫۵٪         | ۱۱٫۶٪         | ۱۳٫۷٪         |
| ۲۰۰۹      | همسر من بی‌نظیره          | ام‌بی‌سی  | ۲۰     | ۳۱٫۷٪         | ۸٫۰٪          | ۲۱٫۰٪         |
| ۲۰۱۰–۲۰۱۱ | ملکه وارونه              | ام‌بی‌سی  | ۳۱     | ۱۴٫۶٪         | ۸٫۴٪          | ۱۰٫۸٪         |
| ۲۰۱۲      | خانواده جدید             | کی‌بی‌اس۲ | ۵۸     | ۴۹٫۲٪         | ۲۴٫۵٪         | ۳۵٫۷٪         |
| ۲۰۱۳–۲۰۱۴ | تو از ستاره‌ها اومدی      | اس‌بی‌اس  | ۲۱     | ۲۸٫۱٪         | ۱۵٫۶٪         | ۲۴٫۰٪         |
| ۲۰۱۵      | تهیه‌کنندگان              | کی‌بی‌اس۲ | ۱۲     | ۱۷٫۷٪         | ۱۰٫۱٪         | ۱۲٫۵٪         |
| ۲۰۱۶–۲۰۱۷ | افسانه دریای آبی         | اس‌بی‌اس  | ۲۰     | ۲۱٫۰٪         | ۱۵٫۱٪         | ۱۷٫۶٪         |
| ۲۰۱۹–۲۰۲۰ | سقوط بر روی تو           | تی‌وی‌ان  | ۱۶     | ۲۱٫۷٪         | ۶٫۱٪          | ۱۲٫۲٪         |
| ۲۰۲۴      | ملکهٔ اشک                 | تی‌وی‌ان  | ۱۶     | ۲۴٫۹٪         | ۵٫۹٪          | ۱۵٫۷٪         |